# اینله و آنله
اینله و آنله (به انگلیسی: Inlays and onlays) دو عنصر مهم در ساختار دندان‌ها هستند که هر کدام وظایف مختلفی در حفاظت از ساختمان دندان و انتقال اثرات فشاری و حرارتی دارند.

## اینله[۱]
اینله یک لایه سخت و غیرزنده است که به طور عمده از مواد معدنی مانند هیدروکسی‌آپاتیت تشکیل شده است. این لایه در سطح خارجی دندان قرار دارد و مانع از ورود میکروب‌ها و اسیدهای ناشی از مواد غذایی می‌شود. علاوه بر این، اینله نقش مهمی در حفظ ساختمان سطحی دندان در برابر فشار و فرسایش دارد.

## آنله
آنله یک بافت زنده‌تر است که در داخل دندان قرار دارد و از اعصاب و عروق تشکیل شده است. آنله نسبت به اثرات فشاری و حرارتی حساس‌تر است و وظیفه اصلی آن انتقال اثرات فشاری و حرارتی به عصب دندان است تا واکنش‌های دردآور جلوگیری شود.